# Descolamento prematuro da placenta
Descolamento prematuro da placenta ou placenta abrupta é o descolamento da placenta da parede do útero antes do momento do parto. A condição é mais frequente por volta das 25 semanas de gravidez. Os sintomas mais comuns são hemorragia vaginal, dor na parte inferior do abdómen e pressão arterial perigosamente baixa. Entre as possíveis complicações para a mãe estão a coagulação intravascular disseminada e insuficiência renal. Entre as possíveis complicações para o bebé estão o sofrimento fetal, baixo peso à nascença, parto prematuro ou morte à nascença.
As causas do descolamento prematuro da placenta ainda não são inteiramente claras. Entre os fatores de risco estão fumar, pré-eclampsia, antecedentes de placenta abrupta, trauma físico durante a gravidez, consumo de cocaína e antecedentes de cesariana. O diagnóstico tem por base os sintomas e pode ser apoiado por ecografia. A condição é classificada como complicação da gravidez.
Para os casos menos graves é recomendado repouso no leito. Para os casos de maior gravidade ou para aqueles que ocorrem perto da data prevista de parto, pode ser recomendado o parto. Em situações estáveis pode ser tentado um parto vaginal, enquanto para outras situações é recomendada a realização de uma cesariana. Em gravidezes com menos de 36 semanas de gestação podem ser administrados corticosteroides para acelerar o desenvolvimento dos pulmões do bebé. O tratamento pode ainda necessitar de transfusões de sangue ou de uma histerectomia de emergência.
O descolamento prematuro da placenta ocorre em 1 entre cada 200 gravidezes. A par da placenta prévia e da ruptura uterina, é uma das causas mais comuns de hemorragias vaginais no último trimestre de gravidez. A condição é a causa de cerca de 15% das mortes fetais por volta do nascimento. A descrição mais antiga da condição que se conhece data de 1664.